# Stapletons de Staten Island
 (novembre 2023).
Si vous disposez d'ouvrages ou d'articles de référence ou si vous connaissez des sites web de qualité traitant du thème abordé ici, merci de compléter l'article en donnant les références utiles à sa vérifiabilité et en les liant à la section « Notes et références ».
Les Stapletons de Staten Island  était une franchise de la NFL (National Football League - Ligue nationale de Football) basée à New York.
Cette franchise de la NFL aujourd'hui disparue fut fondée en 1929. La crise économique obligea la franchise à cesser ses activités en 1935.